# Eric Van Rompuy
Eric Van Rompuy (Uccle, 23 novembre 1949) è un politico belga, membro dei Cristiano-Democratici e Fiamminghi.

## Biografia
Figlio del prof. Em. dr. Vic Van Rompuy, è fratello di Herman e Tine Van Rompuy. 
Dopo aver conseguito la laurea in scienze economiche, ha conseguito un baccalaureato europeo in filosofia nel 1971. Nel 1975, ha ottenuto un dottorato in economia presso la KU Leuven.
Dal 1976 al 1981, ha lavorato presso Kredietbank come economista. Nel frattempo, è stato eletto nel 1977 presidente nazionale dell'ala giovanile del Partito Popolare Cristiano (CVP) (poi divenuto Cristiano-Democratici e Fiamminghi, CD&V). Rimase presidente fino al 1983. Nel 1981 era già diventato europarlamentare.
Nel 1981 è diventato consigliere comunale di Zaventem. Nel 1988, il CVP perse le elezioni.
La sua carriera politica nazionale iniziò quando fu eletto deputato alla Camera dei rappresentanti nel 1985. Rimase in quella funzione fino al 1995. Dal 1991 al 1995 è stato deputato fiammingo.
Nel 1995 è diventato il primo ministro fiammingo per l'economia, l'agricoltura e i media. Nel 1999, si è dimesso dopo l'enorme sconfitta elettorale del suo partito.
Dal 1999 al 2014 è di nuovo deputato fiammingo.
È sposato con Viviane Geuffens.

## Pubblicazioni
- Jan Tinbergen: De eerste Nobelprijswinnaar economie. De Nederlandsche Boekhandel, Antwerpen 1974, ISBN 90-289-9914-0
- Groot-Brittanie en de Europese monetaire integratie: een onderzoek naar de gevolgen van de Britse toetreding op de geplande Europese monetaire unie. Acco, Löwen 1975.